# Catha edulis
Кат – це вічнозелений чагарник, що відноситься до сімейства бересклетових (Celastraceae). Кат їстівний або просто кат. Також вживаються інші варіації назви, такі як хат та арабський чай. Латинська назва виду – Catha edulis (кат їстівний). Це єдиний вид в роді Catha. Росте в районах Сомалійського та Аравійського півостровів, батьківщиною вважається Ефіопія. Серед населення цих регіонів, жування ката — суспільний звичай, що налічує тисячі років. У 1980 році Всесвітня організація охорони здоров'я (ВООЗ) визнала кат наркотиком, який може призвести до психологічної залежності.Сама рослина було відомою арабам задовго до початку її культивування. Арабський лікар Наджиб Ед-Дін 1227 року написав книгу про ліки того часу, де він описує лікування меланхолії листям ката. У той час уже знали про небезпеку зловживання ним.